# 카르토펠클로스
카르토펠클로스(독일어: Kartoffelkloß) 또는 카르토펠크뇌델(독일어: Kartoffelknödel)은 중앙유럽의 감자 덤플링이다. 클로스(크뇌델)의 일종이며, 크루통, 햄, 자우어크라우트 등의 소를 넣어 만들기도 한다.
독일, 스위스, 오스트리아의 전통 음식으로 알려져있지만 바이에른, 튀링겐, 라인란트에서 가장 많이 먹는다. 튀링겐의 튀링거 클로스가 유명하다. 다른 북유럽 동유럽 지역에도 비슷한 음식이 있다.

## 이름
- 독일: 카르토펠클로스(독일어: Kartoffelkloß), 카르토펠크뇌델(독일어: Kartoffelknödel)
  - 바이에른: 라이베크뇌델(독일어: Reibeknödel), 라이바크네들(바이에른어: Reibaknedl)
  - 슈바벤: 글레스(슈바벤어: Gleeß), 그네들(슈바벤어: Gneedl)
  - 프랑켄: 그니들라(프랑켄어: Gniedla), 글뤼에스(프랑켄어: Glües)
- 리히텐슈타인: 카르토펠클로스(독일어: Kartoffelkloss)
- 스위스: 카르토펠클로스(독일어: Kartoffelkloss)
- 오스트리아: 에르다펠크뇌델(독일어: Erdapfelknödel)[5]

## 사진

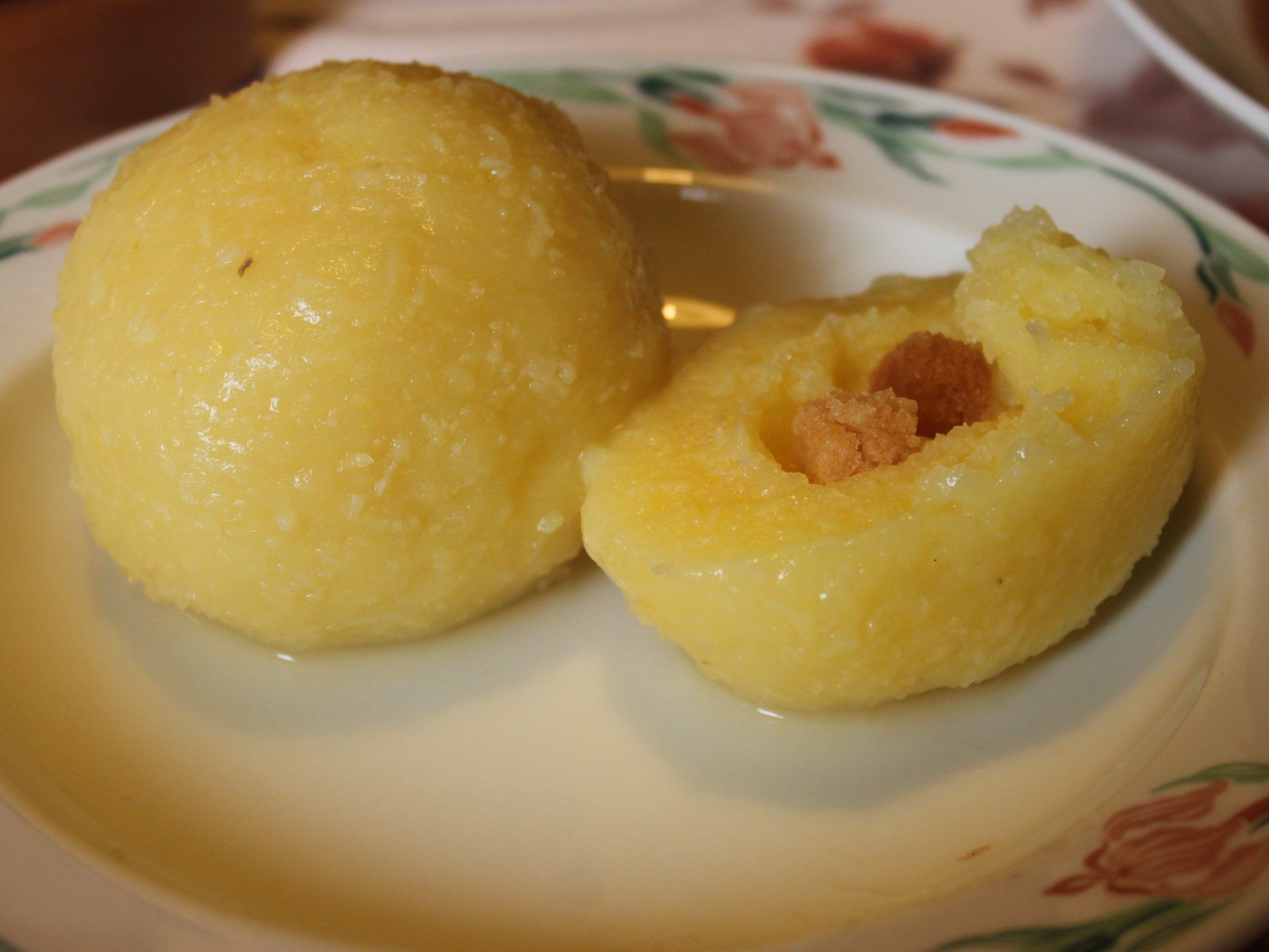
크루통 소를 넣은 카르토펠클로스
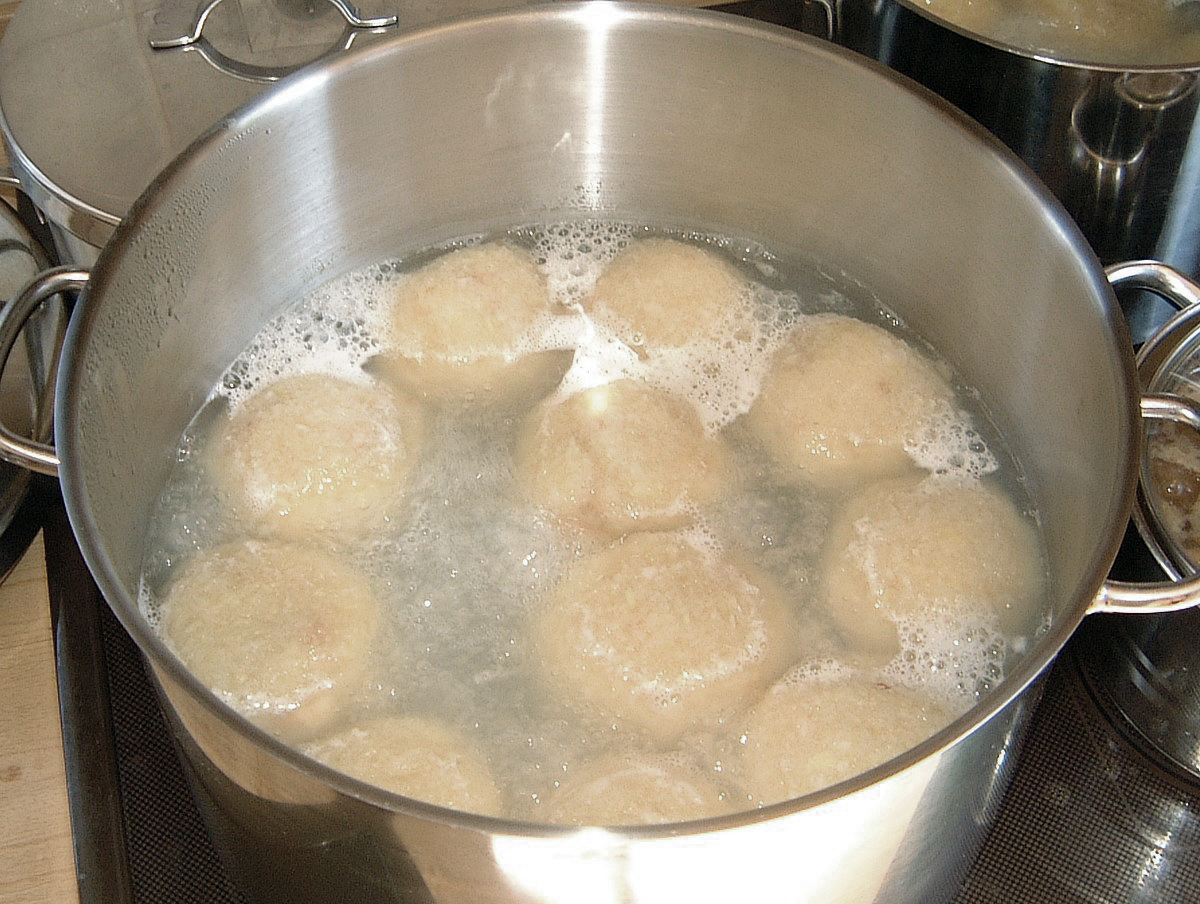
카르토펠클로스 삶기
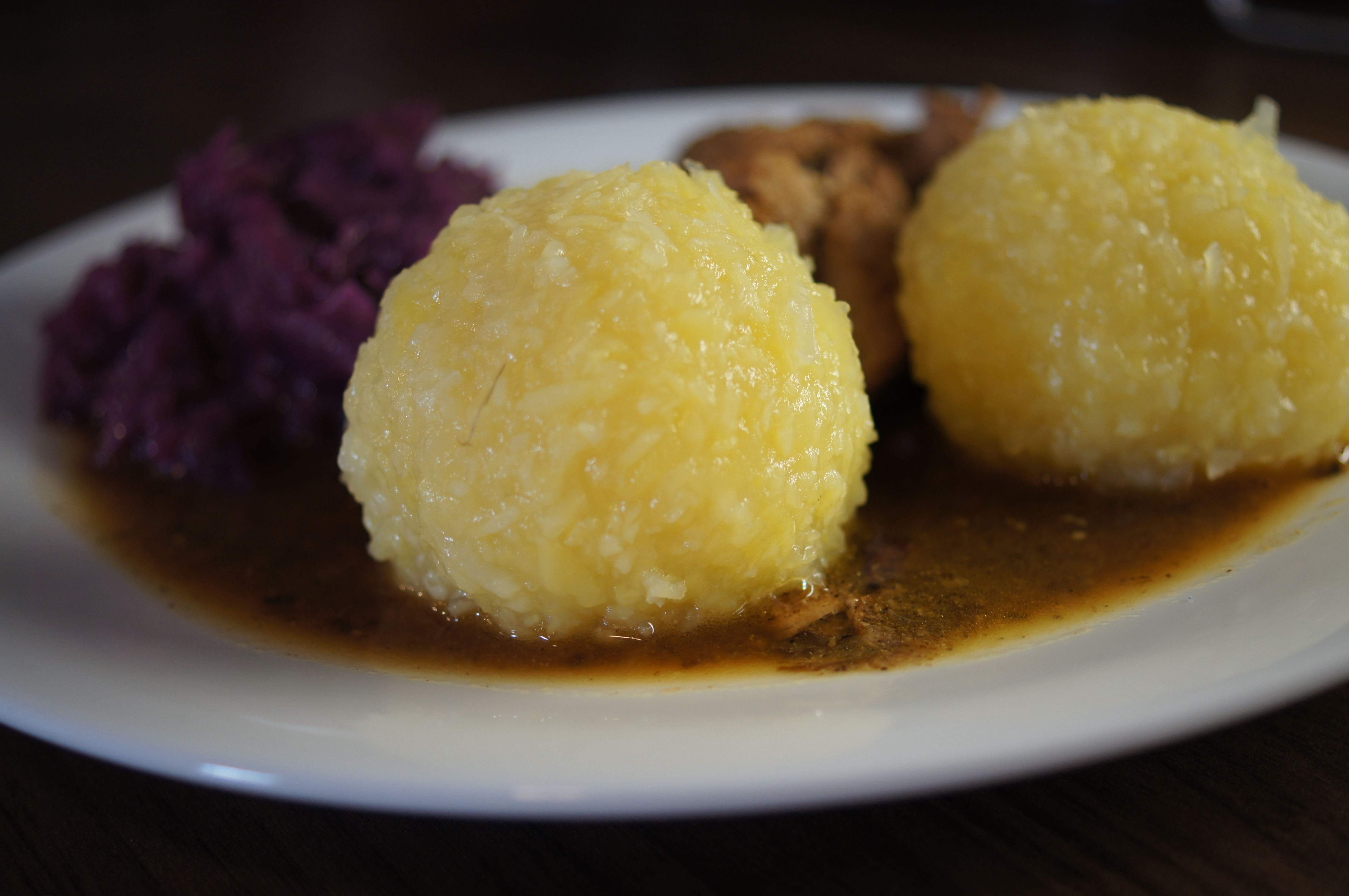
튀링거 클로스

## 같이 보기
- 감자옹심이
- 라스페발
- 브람보로비 크네들리크
- 체펠리나이
- 크롭카카
- 팔트
- 할루슈키